# Tupolev Tu-160
Tupolev Tu-160, biệt danh "Thiên Nga Trắng"  là một máy bay ném bom chiến lược hạng nặng, siêu thanh với thiết kế cánh cụp-cánh xòe, được thiết kế bởi Liên bang Xô viết. Nó là bản thiết kế máy bay ném bom chiến lược cuối cùng của Liên Xô trước khi tan rã và là máy bay ném bom có vận tốc gấp hơn hai lần tốc độ âm thanh (Mach 2,05) lớn nhất từng được con người chế tạo. Được giới thiệu năm 1987, việc chế tạo máy bay này vẫn đang tiếp tục, với 17 chiếc hiện đang phục vụ trong Không quân Nga. Tupolev đã bắt đầu thiết kế mẫu máy bay này từ năm 1975 dưới sự lãnh đạo của V.I. Bliznuk. Ngày 19/12/1981 Tu-160 tiến hành chuyến bay thử nghiệm đầu tiên. NATO gọi loại máy bay này là Blackjack.
Cho tới năm 2020, Tu-160 vẫn giữ kỷ lục là máy bay lớn nhất trong lịch sử máy bay quân sự có thể bay siêu thanh, cũng là chiến đấu cơ to lớn nhất thế giới, với trọng lượng cất cánh tối đa đạt tới 275 tấn. Tu-160 còn là máy bay ném bom có tốc độ cao nhất trong lịch sử, đạt 2.200 km/h (một số máy bay ném bom như XB-70 Valkyrie hoặc Sukhoi T-4 có vận tốc cao hơn, nhưng chúng chỉ là mẫu máy bay thử nghiệm chứ không được đi vào sản xuất như Tu-160). Trong giới phi công, chiếc máy bay này được đặt cho biệt danh là "Thiên nga trắng".

## Lịch sử
Cuộc cạnh tranh sản xuất một loại máy bay siêu thanh ném bom chiến lược được Liên bang Xô viết khởi xướng năm 1967. Chiếc máy bay Sukhoi T-4 này có tốc độ bay vượt Mach 3, để đối đầu với loại XB-70 Valkyrie phát triển từ cuối thập niên 50 của Mỹ. Ngay sau đó mọi người thấy rằng loại máy bay như vậy quá đắt và khó chế tạo, vì thế các tiêu chuẩn của nó được hạ thấp xuống (ở Mỹ, dự án XB-70 đã bị hủy bỏ).
Năm 1972, Liên bang Xô viết đưa ra dự án về một loại máy bay ném bom đa nhiệm vụ mới với các tính năng: siêu thanh, thay đổi hình dạng cánh (máy bay ném bom hạng nặng "cánh cụp cánh xoè") với tốc độ tối đa lên tới Mach 2.3, để cạnh tranh với dự án máy bay ném bom B-1A của Không quân Hoa Kỳ. Phòng thiết kế Tupolev đưa ra mẫu thiết kế có cánh kéo dài với tên hiệu Aircraft 160M, kết hợp một số yếu tố của loại Tu-144, để cạnh tranh với các bản thiết kế của Myasishchev M-18 và Sukhoi T-4. Thiết kế của Myasishchev đề xuất một máy bay có thể thay đổi hình dạng cánh, được coi là kiểu thành công nhất, dù Tupolev được đánh giá cao về khả năng thực hiện dự án. Cuối cùng, năm 1973 Tupolev được chỉ định làm công ty phát triển loại máy bay mới dựa trên thiết kế của Myasishchev.
Sau khi chế tạo các nguyên mẫu B-1A, Hoa Kỳ quyết định rằng việc sử dụng tốc độ siêu thanh là không có lợi bằng việc bay ở độ cao cực thấp và tốc độ cận âm. Ngoài ra, việc loại bỏ khả năng bay siêu âm cho phép tăng tải trọng chiến đấu thông qua việc sử dụng hệ thống treo bên ngoài. Do đó, phía Mỹ đã quyết định hủy bỏ B-1A và chuyển sang sản xuất biến thể B-1B, tốc độ tối đa là 1300 km/h trong khi Liên Xô vẫn giữ yêu cầu tốc độ tối đa của Tu-160 là 2200 km/h. Kết quả là khối lượng của Tu-160 tăng lên 275 tấn, và chiều dài tăng thêm 10 mét. Lực đẩy của các động cơ, tương ứng, phải được tăng lên hai đến ba lần
. Với biến thể B-1B, tốc độ tối đa giảm xuống còn 1350 km/h, nhưng nó giảm tầm nhìn của radar bằng cách phủ lớp phủ hấp thụ radar lên cửa hút gió. Ở tốc độ 2200 km/h của Tu-160, điều này không thực hiện được. Đối với Liên Xô lúc đó, việc giảm tốc độ được coi là hạ thấp danh tiếng sản phẩm và họ không quan tâm đến giảm tầm nhìn radar.
Dù dự án B-1A đã bị bãi bỏ năm 1977, công việc phát triển loại máy bay ném bom mới của Liên Xô vẫn tiếp tục, và cùng trong năm đó, thiết kế của nó đã được ủy ban nhà nước chấp nhận. Mẫu của loại máy bay này đã được một hành khách trên một chuyến bay thương mại chụp ảnh tại sân bay Zhukovsky vào tháng 11 năm 1981, khoảng một tháng trước khi chuyến bay đầu tiên của nó diễn ra (ngày 18 tháng 12 năm 1981).
Liên Xô đã rất vội vàng với chiếc máy bay này đến mức bắt đầu lắp ráp và gửi nó cho Không quân trước khi các bài kiểm tra cấp nhà nước được hoàn thành. Liên Xô, như mọi khi, thực sự muốn vượt lên trước Hoa Kỳ mặc dù điều này chỉ nhằm hướng đến lợi ích chính trị. Năm 1984 máy bay được phép sản xuất, bắt đầu tại Tổ hợp hàng không Kazan. Loại máy bay này, ký hiệu Tu-160 (ký hiệu của nhà sản xuất "aircraft 70" hay "product K"), ban đầu được dự kiến sản xuất 100 chiếc, dù trên thực tế mới chỉ có 35 chiếc xuất xưởng, gồm cả ba mẫu. Mẫu thứ hai đã bị phá hủy trong một chuyến bay thử nghiệm năm 1987, tổ bay đã nhảy dù thoát hiểm an toàn. Vì tình trạng thiếu vốn sau khi Liên Xô tan rã nên hoạt động chế tạo diễn ra chậm chạp, và đã ngừng lại năm 1994, dù một số chiếc vẫn ở tình trạng chưa hoàn thành. Hiện nay chỉ có 16 chiếc hoạt động vì thiếu linh kiện để dành cho những chiếc sau này.
Dù trông Tu-160 có vẻ ngoài rất giống với loại B-1B Lancer của Mỹ, nhưng thực ra đây là hai loại máy bay hoàn toàn riêng biệt Tu-160 có các đặc điểm giống với Tu-144 nhưng sử dụng cánh có thể thay đổi hình dạng. Tu-160 không phải là máy bay rải bom mà là một bệ phóng tên lửa hành trình chiến lược trên không, nó lớn hơn và bay nhanh hơn B-1 (vốn là một máy bay ném bom) khá nhiều tuy độ cao trần thấp hơn (16.000 m so với 18.000 m của B-1). Trong khi B-1 là sơn màu đen để phục vụ cho việc hấp thụ sóng radar thì Tu-160 sơn màu trắng để chống lại các tia phóng xạ phát ra khi một vụ nổ hạt nhân xảy ra ở gần. Tu-160 không có hai cánh mũi nhỏ phía trước trong khi B-1 thì có.
Để đổi lấy vận tốc nhanh hơn, tầm bay xa hơn thì Tu-160 cũng phải mang nhiều nhiên liệu hơn B-1 của Mỹ. Tu-160 cần mang đến 148 tấn nhiên liệu so với 88,5 tấn của B-1. Lượng nhiên liệu của Tu-160 chiếm đến 53,8% trọng lượng máy bay (275 tấn bao gồm nhiên liệu là 148 tấn) trong khi B-1B chỉ là 40,9% (216 tấn bao gồm 88,5 tấn nhiên liệu). B-1 được trang bị 4 động cơ General Electric F101-GE-102, mỗi động cơ có lực đẩy tối đa là 13.960 kgf, còn Tu-160 dùng 4 động cơ Kuznetsov NK-32, mỗi động cơ có lực đẩy tối đa tới 25.000 kgf. B-1 Lancer có thể đạt vận tốc tối đa 1,25 Mach (1.546 km/giờ), trong khi Tu-160 đạt tới 2,05 Mach (2.536 km/giờ). Tu-160M sau khi được nâng cấp sẽ sử dụng động cơ NK-32 mới, cho phép gia tăng thêm 1.000 km hành trình.
6 chiếc hoàn thành đã được bàn giao cho Không quân Nga vào năm 1994 và việc sản xuất Tu-160 đã ngừng lại. Năm 2008, chiếc Tu-160 thứ 16, được đặt tên là "Vitaly Kopylov", đến với Lực lượng Hàng không Vũ trụ Nga. Nó là một chiếc máy bay được lắp ráp từ những bộ phậb linh kiện cũ thời Liên Xô.

## Lịch sử hoạt động

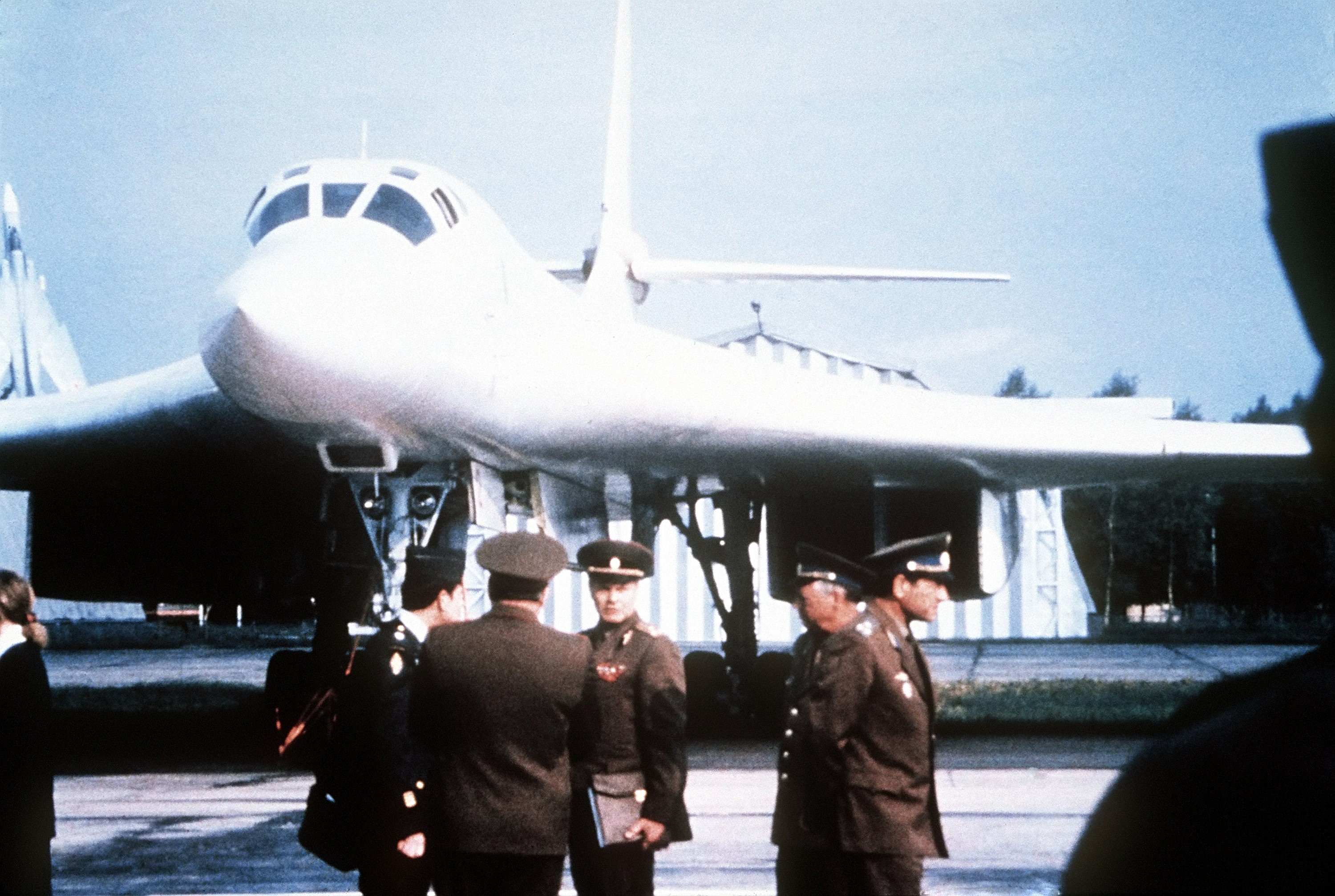
Tu-160 năm 1989

Tu-160 được giới thiệu trước công chúng lần đầu tiên trong một cuộc duyệt binh năm 1989. Trong những năm 1989-1990 nó cũng đã lập ra 44 kỷ lục thế giới về tốc độ đối với máy bay ở hạng trọng lượng của nó.
Việc phân chia loại máy bay này về các phi đội Không quân tầm xa đã bắt đầu từ tháng 4, 1987. Tới năm 1991 19 chiếc phục vụ trong Trung đoàn Ném bom Hạng nặng Cận vệ 184 ở Pryluki, Cộng hòa Xã hội Chủ nghĩa Ukraina, thay thế những chiếc Tu-16 'Badger' và Tu-22M3 'Backfire'. Sau khi Liên bang Xô viết tan rã, những máy bay đó trở thành tài sản của Ukraina, dù một thỏa thuận năm 1999 giữa Nga và Ukraina dẫn tới việc Ukraina trao trả lại cho Nga tám chiếc để đổi lấy việc Nga giảm bớt số nợ về năng lượng của Ukraina. Ukraina đã chính thức từ bỏ vũ khí hạt nhân để đánh đổi số nợ theo một thỏa thuận về việc giải tán Liên Xô, nên đã phá hủy những chiếc Tu-160 thuộc sở hữu của họ, ngoại trừ một khung máy bay nhằm mục đích trưng bày.
Đơn vị Tu-160 thứ hai của Nga, Trung đoàn Ném bom Hạng nặng Cận vệ 121 đóng tại Engels, được thành lập năm 1992, nhưng cho tới năm 1994 nó chỉ nhận được 6 chiếc. Từ năm 1999 đến 2000, 8 chiếc của Ukraina trước kia đã được trao cho trung đoàn, một chiếc nữa được hoàn thiện trong nhà máy và được chuyển giao năm 2000. Ít nhất một chiếc đã bị mất trong một chuyến bay thử sau khi sửa chữa động cơ ngày 16 tháng 9 năm 2003.

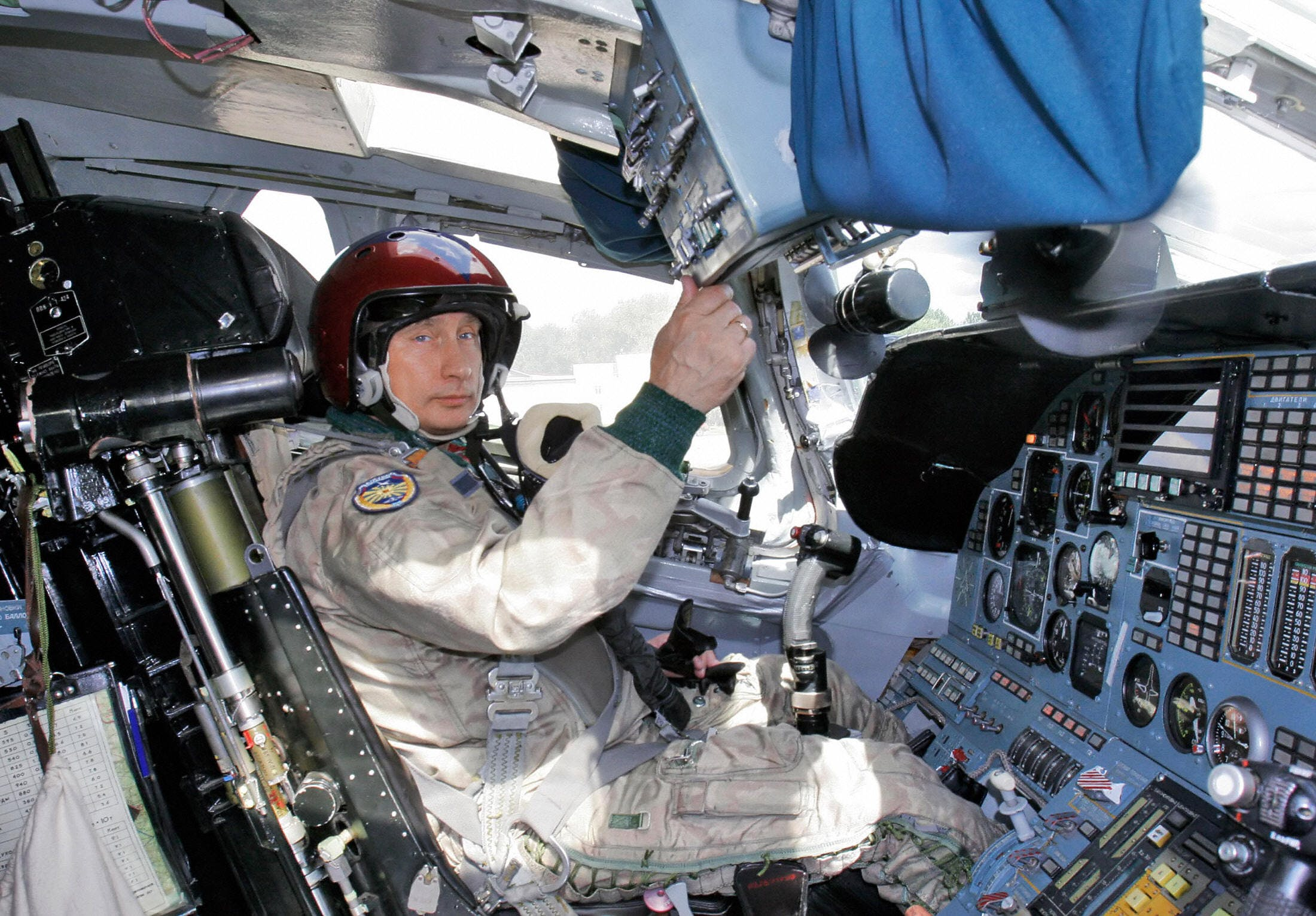
Tổng thống Nga Vladimir Putin trong khoang lái Tu-160

Có 14 chiếc Tu-160 đang phục vụ ở thời điểm tháng 11 năm 2005. Hai chiếc khác mới sản xuất đang sắp hoàn thành ở Nhà máy hàng không Kazan, một chiếc đang được dự tính đưa vào sử dụng tháng 3-2006, chiếc kia vào cuối năm.
Cho đến 2001, sáu chiếc Tu-160 khác được dùng làm máy bay thực nghiệm ở Zhukovsky, bốn chiếc trong số đó vẫn sử dụng được. Có dự tính hoàn thành thêm 2 chiếc nữa trong năm 2007, nâng tổng số máy bay hoạt động lên 30 chiếc vào năm 2012.
Ngày 30 tháng 12-2005, theo sắc lệnh của Tổng thống Nga Vladimir Putin, Tu-160 chính thức được đưa vào sử dụng trong Không quân Liên bang Nga.
Ngày 17 tháng 8-2007 Tổng thống Putin tuyên bố nước Nga tiếp nối những chuyến tuần tra thời Chiến tranh lạnh, cho những chiếc máy bay ném bom thực hiện những chuyến bay tầm xa nhằm thử nghiệm hệ thống phòng thủ của các nước khác và quan sát. Người phát ngôn Không quân Nga Alexander Drobyshevsky được trích dẫn đã nói: "Hiện nay, nhiều cặp máy bay Tu-160 và Tu-95MS đang trên không phận Đại Tây Dương và Thái Bình Dương, và được theo dõi bởi máy bay của khối NATO."
Tupolev Tu-160 được thiết kế để phóng các loại vũ khí hạt nhân và thông thường, chống lại những mục tiêu của đối phương ở sâu trong nội địa. Từ cuối thập kỷ 80 đến đầu thập kỷ 90 của thế kỷ trước, Tupolev Tu-160 thường xuyên thực hiện các nhiệm vụ tuần tra tầm xa tại Bắc Băng Dương, Đại Tây Dương và Thái Bình Dương nhưng không hề mang theo vũ khí và Moskva đã không tiết lộ về điều này.
Ngày 17/11/2015, hai máy bay ném bom chiến lược Tu-160 cất cánh từ căn cứ không quân Angels gần Saratov nằm sâu trong lãnh thổ Nga đã phóng 16 tên lửa hành trình Kh-101 vào các vị trí của phiến quân IS tại Syria với cự ly lên tới 4.500 km. Đây là lần đầu tiên lực lượng không quân chiến lược  Nga thực hiện phóng tên lửa hành trình trong điều kiện chiến đấu thật. Kết quả 16 tên lửa hành trình Kh-101 đều bắn trúng mục tiêu của phiến quân nhà nước Hồi giáo tự xưng ISIS nằm sâu trong lãnh thổ Syria.
Tu-160 đã tham gia vào Cuộc tấn công của Nga vào Ukraina 2022. Theo đó, ngày 6/3/2022, các máy bay Tu-160 và Tu-95MS đã phóng 8 tên lửa Kh-101 (X-101) vào sân bay Vinnytsia . Tiếp đó, ngày 26/6/2022, người phát ngôn của Không quân Ukraina Yurii Ihnat tuyên bố Nga đã dùng tên lửa Kh-101 phóng từ các máy bay Tu-160 và Tu-95MS tấn công vào Kiev. Các máy bay được cho là xuất kích từ Astrakhan 
Nga được cho là đã sử dụng tên lửa Kh-101 phóng từ Tu-160 và tên lửa hành trình Kalibr để tấn công các nhà máy điện của Ukraina, trong đó có Nhà máy Nhiệt điện Kharkov số 5, gây ra tình trạng mất điện diện rộng ở Ukraina 

## Miêu tả

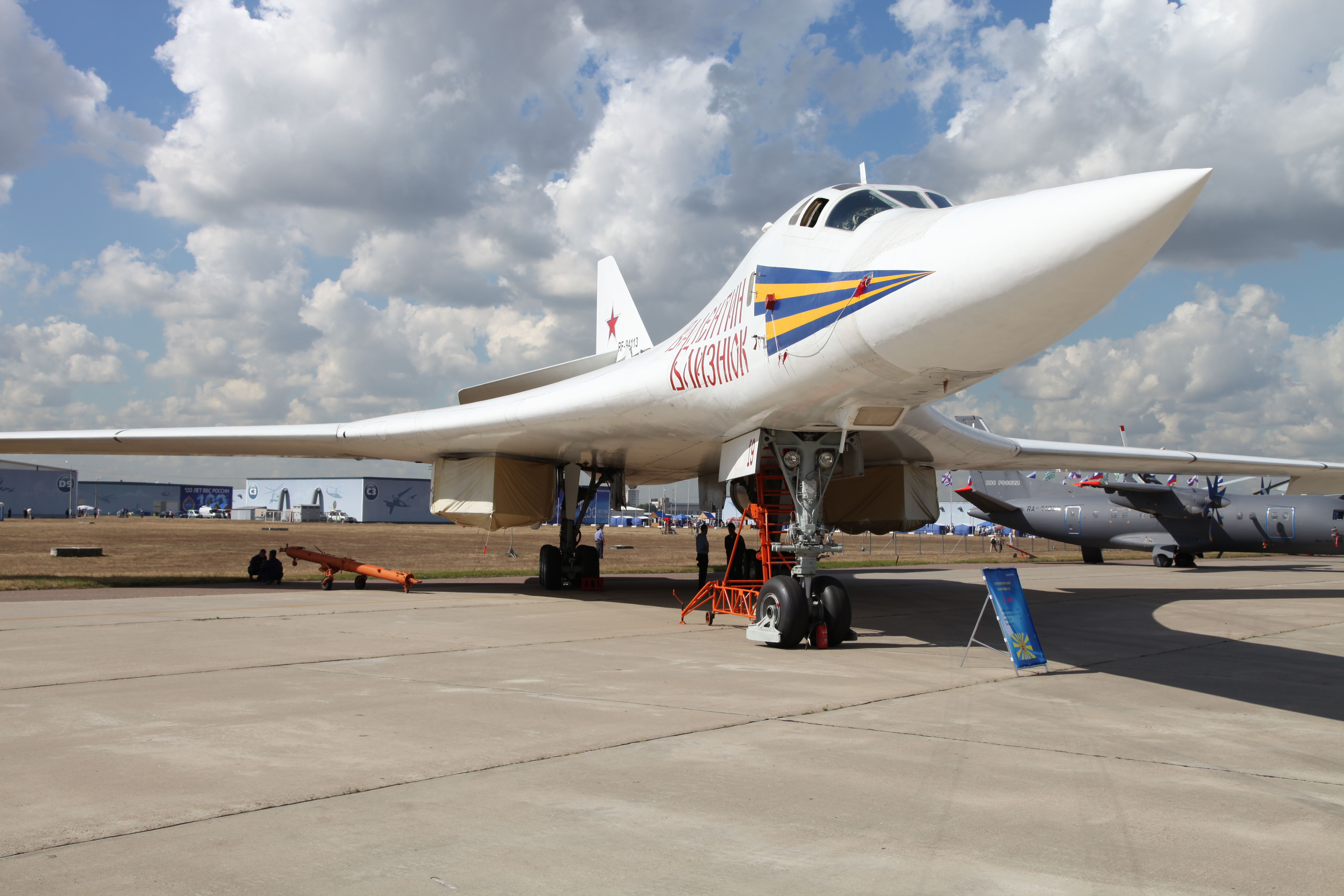
Tu-160 trong lễ kỷ niệm 100 năm lực lượng Không quân Nga

Tu-160 có cùng kiểu cánh hỗn hợp và thay đổi hình dạng, với góc nghiêng tùy chọn từ 20° tới 65°. Phía trước và sau cánh có các tấm cánh lái (slat - flap). Tu-160 có hệ thống kiểm soát fly-by-wire.
Tu-160 sử dụng bốn động cơ phản lực cánh quạt đẩy đốt hai lần Kuznetsov NK-32, loại động cơ mạnh nhất từng được lắp cho máy bay chiến đấu. Không giống như loại B-1B, vốn đã loại bỏ yêu cầu tốc độ Mach 2+ của loại B-1A nguyên bản, nó giữ các cửa hút gió biến đổi, và có thể bay hơi nhanh hơn Mach 2.
Tu-160 được trang bị một hệ thống nạp nhiên liệu trên không cho phép tăng tầm hoạt động, dù nó hiếm khi được sử dụng bởi số lượng nhiên liệu nạp lớn lên tới trên 140 tấn, khiến nó không cần tái nạp nhiên liệu vẫn có thể hoạt động 15 giờ và bay xa trên 15.000 km.
Dù Tu-160 được thiết kế để giảm khả năng bị cả radar và các hệ thống hồng ngoại phát hiện, nó không phải là một máy bay tàng hình. Các nguồn tin Nga tuyên bố rằng nó có diện tích phản hồi radar (RCS) nhỏ hơn chiếc B-1B của Mỹ, nhưng điều này chưa từng được kiểm định độc lập, và có lẽ là không đúng bởi vì chiếc Tu-160 có cửa hút khí và diện tích cánh lớn hơn. Tuy nhiên, vào ngày 25 tháng 4-2006 theo báo chí của Nga thì Chỉ huy Igor Khvorov tuyên bố rằng Tu-160 có khả năng xâm nhập bầu trời Bắc Mỹ mà không bị phát hiện, dẫn đến một cuộc điều tra của NATO.
Tu-160 được trang bị một radar tấn công ("Obzor-K", NATO "Clam Pipe") trong một mái che máy radar chất điện môi hơi hướng lên trên, và một radar theo dõi mặt đất "Sopka" riêng biệt, khiến nó có chế độ bay hoàn toàn tự động theo địa hình ở độ cao thấp. Tu-160 có một máy ngắm ném bom điện quang, và các hệ thống phòng thủ điện tử (ECM) tích hợp chủ động và thụ động.
Đội bay Tu-160 gồm bốn người (phi công chính, phi công phụ, sĩ quan điều khiển các hệ thống vũ khí và người điều hành các hệ thống phòng vệ) với các ghế phóng K-36DM. Phi công sử dụng thanh điều khiển kiểu máy bay chiến đấu, nhưng các dữ liệu bay vẫn được hiển thị theo kiểu đồng hồ cơ khí thông thường chứ không phải là màn hình LCD. Một khu vực nghỉ ngơi cho đội bay, một toilet và một bếp được thiết kế phục vụ cho những chuyến bay dài. Nó không có hệ thống hiển thị trên mũ bay, và cũng không có các thiết bị hiển thị CRT đa chức năng như trên máy bay nguyên bản, tuy nhiên các kế hoạch nhằm hiện đại hoá toàn bộ Tu-160 đã được thông báo từ năm 2003. Nó sẽ có thêm một hệ thống kiểm soát bay kỹ thuật số mới và khả năng mang các kiểu vũ khí mới khác, như các tên lửa hành trình tầm xa không mang đầu đạn hạt nhân.
Các loại vũ khí được chứa trong hai khoang vũ khí, mỗi khoang có thể chứa 20.000 kg (44.400 lb) các loại vũ khí rơi tự do hay một máy phóng quay cho các tên lửa hạt nhân. Tu-160 được trang bị tên lửa hành trình Kh-55 có tầm bắn 3000 km, xa hơn 2500 km so với tầm bắn của tên lửa hành trình BGM-109 Tomahawk của Mỹ. Tên lửa tầm rất xa cho phép Tu-160 có thể hủy diệt mục tiêu từ bên ngoài tầm bắn của hệ thống phòng không đối phương. Vì vậy mà Tu-160 không được trang bị các loại vũ khí phòng thủ, biến nó thành loại máy bay ném bom đầu tiên của Liên Xô thời hậu chiến không được trang bị vũ khí phòng thủ.

## Tai nạn
Ngày 18/9/2003 Tu-160 mang tên "Mikhail Gromov" (tên của phi công đã từng lập 2 kỷ lục thế giới về cự ly bay những năm 30 của thế kỷ trước) với 4 thành viên tổ lái trên khoang đã đâm xuống khu vực Saratov, cách thủ đô Moscow 700 km về phía đông nam, làm toàn bộ phi hành đoàn thiệt mạng.

## Hiện đại hóa

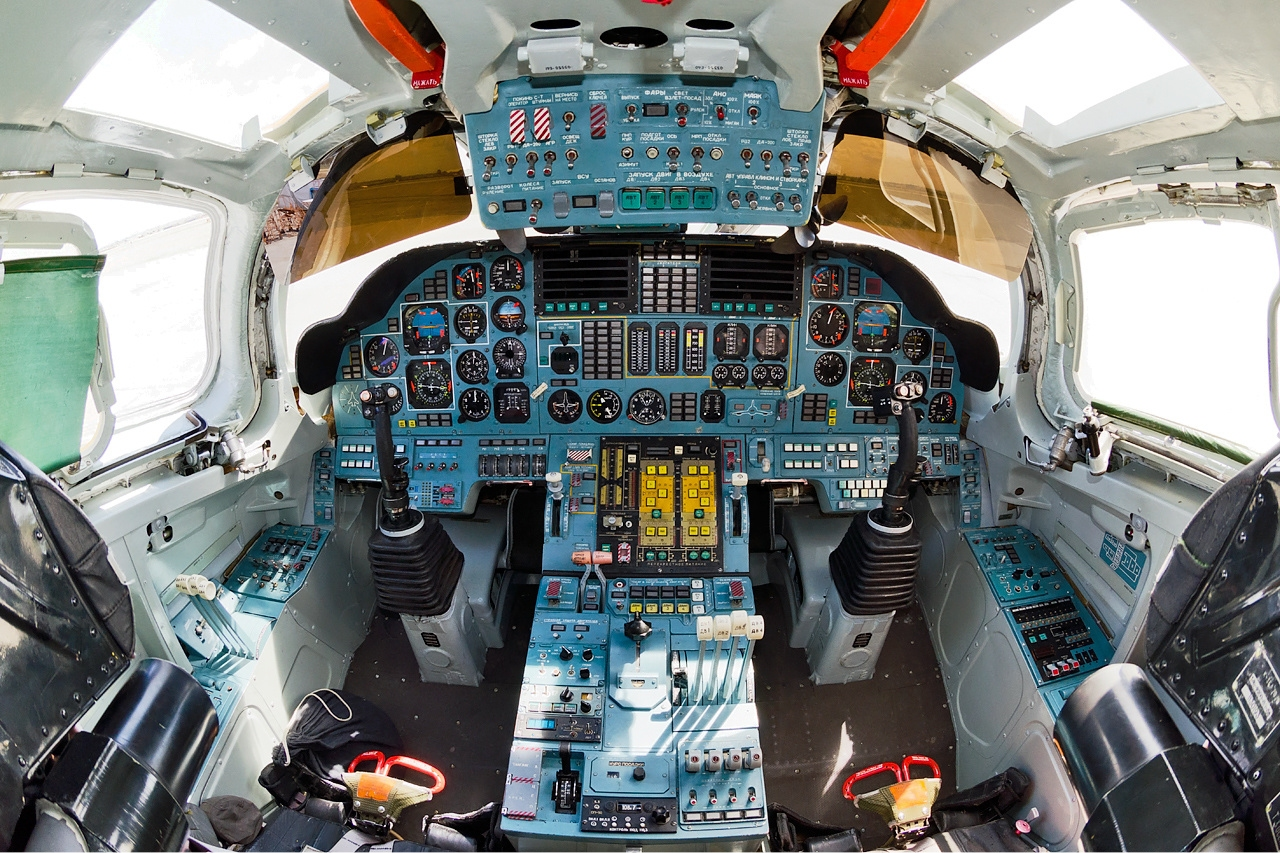
Buồng lái của Tu-160 năm 2012

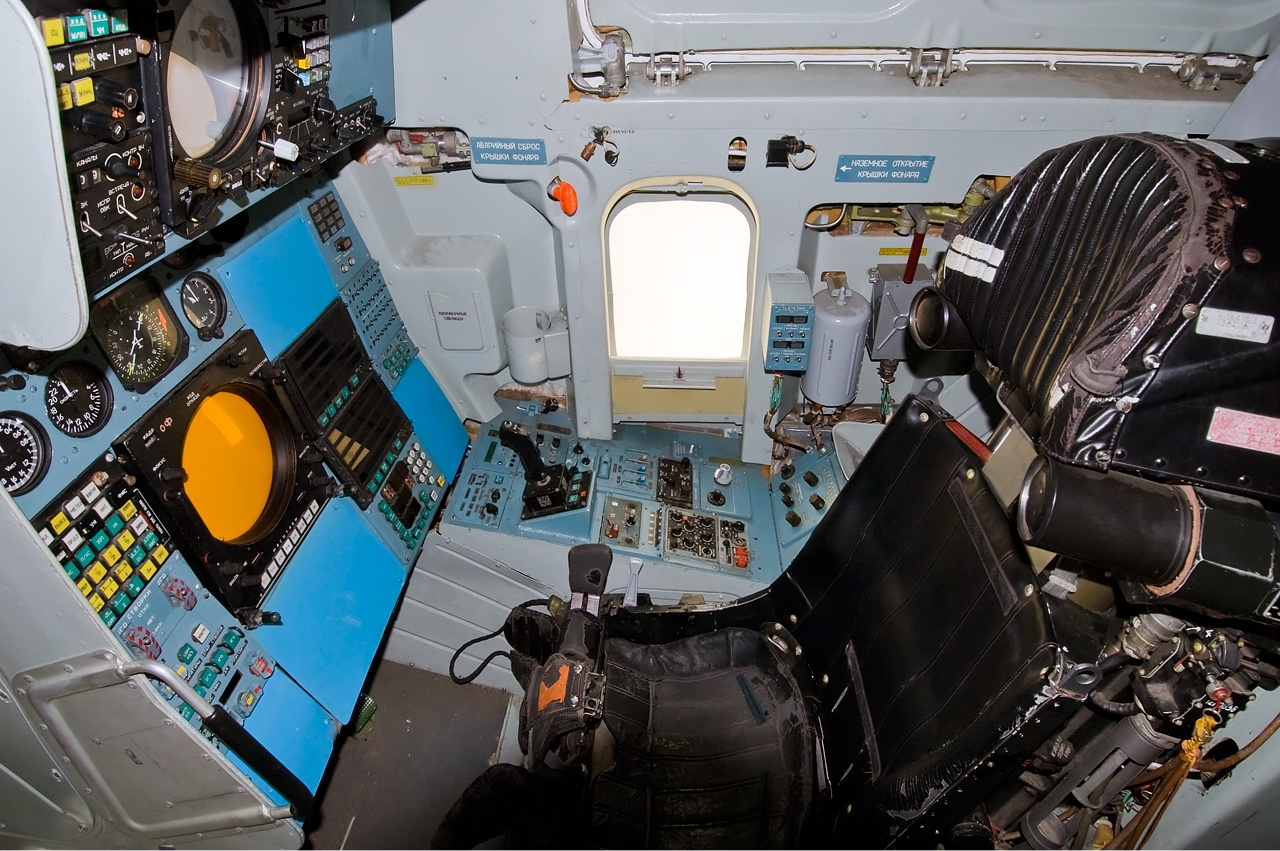
Thiết bị điện tử bên trong Tu-160

Trong năm 2006, Không quân Nga dự đoán sẽ nhận được 5 chiếc nâng cấp và 1 chiếc Tu-160 hoàn toàn mới. Mỗi năm Không quân Nga sẽ nâng cấp 5 chiếc Tu-160, có nghĩa là việc hiện đại hóa đội máy bay sẽ hoàn tất trong vòng 3 năm nếu theo đúng tiến độ.
Các thay đổi được thông báo bao gồm:
- Hệ thống điện tử toàn kỹ thuật số, dự phòng nhiều lớp, chịu được bức xạ hạt nhân và neutron.
- Hỗ trợ hoàn toàn việc lái và dẫn đường bằng hệ thống định vị vệ tinh GLONASS.
- Động cơ NK-32 nâng cấp nhằm tăng độ tin cậy.[20]
- Mang được tên lửa hành trình mang đầu đạn hạt nhân hoặc phi hạt nhân (Kh-55) dẫn đường bằng GLONASS.[21]
- Mang được tên lửa phóng vệ tinh dân dụng hay quân sự.[22]
- Mang được bom dẫn đường bằng laser.[23][24]

Đại tướng Vladimir Mikhailov tuyên bố vào tháng 1-2007 rằng cứ mỗi 3 năm không quân sẽ nhận 2 máy bay Tu-160 mới, và sẽ bắt đầu một chương trình mới nâng cấp hệ thống điện tử trên đội máy bay 16 chiếc ném bom hiện có.
Tháng 8/2011, các hãng thông tấn của Nga nói rằng trong số 16 Tu-160 vẫn còn trong biên chế của Không quân Nga chỉ có 4 chiếc là hoạt động tốt. Phòng Thiết kế Kuznetsov (OKB) là đơn vị phát triển các mẫu động cơ NK-32 của Tu-160 nhưng hiện tại các nhà máy đã không sản xuất bất kỳ sản phẩm mới nào trong hơn 10 năm qua. Hiện các công ty thừa hưởng những gì còn lại của Kuznetsov OKB và nhà máy KMPO trong thời kỳ hậu Liên Xô hiện nay chỉ có khả năng sửa chữa hạn chế các động cơ NK-32 cho Tu-160.
Mặc dù vào năm 2011 các công ty này đã có được một hợp đồng để tái sản xuất 26 động cơ dành cho Tu-160, nhưng họ chỉ có thể đại tu 4 động cơ trong hai năm. Quá trình hiện đại hóa Tu-160 cũng như khởi động lại các dây chuyền sản xuất linh kiện nâng cấp máy bay đang gặp rất nhiều khó khăn và việc này có thể không hoàn thành theo đúng kế hoạch đã đề ra trước đây. Không chỉ khó khăn trong vấn đề nâng cấp, việc duy trì Tu-160 cũng là bài toán nan giải với Không quân Nga hiện tại. Theo các nguồn tin, có một số bộ phận của Tu-160 cần phải được thay thế nhưng vấn đề là các bộ phận này đã không còn được sản xuất hoặc không còn nguồn cung dự phòng.
Những chiếc Tu-160 bay tới Venezuela cuối tháng 10/2013 không phải là phiên bản nâng cấp của Tu-160 mà chỉ là phiên bản cũ của Tu-160. Không chỉ gặp vấn đề ở động cơ, một số chiếc Tu-160 cũng đã gần hết niên hạn sử dụng, đồng nghĩa với việc Không quân Nga có thể phải loại bỏ một số chiếc Tu-160.
Năm 2019, Nga cho ra mắt phiên bản Tu-160M2 được chế tạo mới. Máy bay Tu-160 nâng cấp từ những chiếc cũ sẽ có tên mã Tu-160M, còn máy bay lắp ráp mới sẽ có tên mã Tu-160M2. Không quân Nga dự kiến nâng cấp 15 máy bay Tu-160M, chế tạo mới 10 máy bay Tu-160M2 tới năm 2027.

## Hạn chế
Lúc đầu, người ta cho rằng Nga cần phải có 50 chiếc Tu-160M vào năm 2035, nhưng hiện nay có nguồn tin cho rằng nhu cầu đã tăng lên 76 chiếc. Theo ước tính thận trọng nhất của Mỹ, Tu-160 có giá 250 triệu USD, chi phí cho toàn bộ vòng đời của một chiếc máy bay vượt giá của nó từ 3-5 lần. Hoạt động của nó cũng rất tốn kém. Để chuẩn bị khởi hành, cần tới 15 xe đặc chủng và 3 bồn chở dầu. Quá trình chuẩn bị cho chuyến bay mất nhiều giờ. Chuyến bay tốn hơn 100 tấn nhiên liệu. Do đó, nó sẽ chỉ được sử dụng cho các cuộc tấn công nhằm vào các mục tiêu quan trọng nhất, chẳng hạn như chống lại lãnh thổ Hoa Kỳ hoặc tàu sân bay. Tiếng ồn trong quá trình chuẩn bị cho máy bay hoạt động có thể lên tới 130 decibel, vượt quá ngưỡng gây đau là 45 decibel.
Do khả năng hiển thị của Tu-160 cao hơn nhiều lần so với khả năng hiển thị của B-1B, các radar phòng không của đối phương sẽ phát hiện ra nó ở bất kỳ phạm vi nào cho đến đường chân trời vô tuyến, ở độ cao 10 km là 400 km.
Nhiệm vụ thứ hai của Tu-160 - tiêu diệt tàu sân bay - được thực hiện bởi tên lửa chống hạm tầm bắn 1.000 km như Kh-22. Nhưng nếu không có sự trợ giúp từ vệ tinh hoặc các phương tiện trinh sát khác, nó sẽ phải tiếp cận gần hơn, ở cự ly tối đa 450 km, từ đó radar của Tu-160 có thể phát hiện tàu sân bay - các máy bay chiến đấu của tàu sân bay được điều khiển bởi máy bay cảnh báo sớm Hawkeye và hệ thống phòng không Aegis sẽ phát hiện ra nó từ cự ly này. Máy bay chiến đấu sẽ phát hiện ra Tu-160 bằng radar ở phạm vi 350–500 km và có thể đánh chặn Tu-160 ở bất kỳ tốc độ nào. Trường hợp duy nhất khi bay siêu âm hữu ích là khả năng thoát khỏi máy bay chiến đấu nếu Tu-160 đang quay trở lại sau một nhiệm vụ và máy bay chiến đấu đang đuổi theo nó từ phía sau, nhưng Tu-160 không có thiết bị định vị phía sau, và rất khó phát hiện thực tế là tiêm kích tấn công. Máy bay chiến đấu sẽ nhắm vào Tu-160, thậm chí không bật radar của nó, mà tập trung vào bức xạ hồng ngoại mạnh mẽ của động cơ Tu-160
Để bay với tốc độ hơn 2.000 km / h, Tu-160 phải leo lên độ cao 14–16 km, nơi có mật độ không khí ít hơn 5 lần so với gần mặt đất. Nhưng ở độ cao như vậy, mức tiêu thụ nhiên liệu tăng gấp hai hoặc ba lần so với khi bay ở độ cao tối ưu khi bay cận âm. Do đó, trong tổng số phạm vi bay thông thường là 10.000 km, chiều dài của phần siêu thanh sẽ không vượt quá 300–500 km. Chuyến bay siêu âm gần mặt đất nói chung là không thể. Trong trường hợp cực đoan, tốc độ sẽ đạt 900 km / h. Nhưng ngay cả trong trường hợp này, mức tiêu thụ nhiên liệu tăng lên đáng kể. Nhiều khả năng Tu-160 sẽ không thể vượt qua hệ thống phòng không ở độ cao thấp. Tu-160 sẽ không thể bay ở độ cao 50 m, giống như một máy bay chiến đấu thông thường. Một chiếc máy bay quá nặng không thể đi vòng qua chướng ngại vật, và bay ở độ cao 100 m trở lên là quá nguy hiểm vì một lý do khác - hệ thống phòng không sẽ có thể phát hiện Tu-160 ở khoảng cách lên đến 50 km. Bất kỳ máy bay ném bom tầm xa nào, do kích thước lớn và khả năng cơ động thấp, đều là mục tiêu dễ bị tấn công. Ngay cả chiếc B-2 Spirit cũng sẽ bị phát hiện bởi các radar sóng mét cũ của Liên Xô. Ở phạm vi khoảng 1000 km, tốt hơn là không nên sử dụng Tu-160 mà là máy bay ném bom tiền tuyến như Su-34
Mặc dù các chuyên gia trong một số nguồn tin cho rằng Tu-160M sẽ nhận được một tổ hợp thiết bị vô tuyến-điện tử hiện đại hóa trên khoang, sẽ được trang bị các phương tiện liên lạc, dẫn đường và điều khiển mới. Tuy nhiên Tu-160M vẫn có những hạn chế như không thể lặng lẽ tiếp cận biên giới Hoa Kỳ bởi các vệ tinh và các phương tiện theo dõi khác sẽ phát hiện máy bay ném bom sớm hơn nhiều. Tu-160 cũng không phải là thành phần mạnh nhất của bộ ba hạt nhân bởi tàu ngầm mang nhiều tên lửa hơn và mạnh hơn. Tu-160 cũng không là bất khả xâm phạm bởi dù được trang bị thiết bị bảo vệ nhưng một cuộc tấn công gồm nhiều máy bay chiến đấu đối phương có thể vô hiệu hóa mọi nỗ lực bảo vệ máy bay ném bom và nó sẽ bị phá hủy. Tốc độ của Tu-160 cao, nhưng tốc độ của tên lửa hiện đại vẫn cao hơn và chúng có thể hạ được Tu-160.
Mặc dù việc khởi động lại Tu-160 được giới thiệu trên các phương tiện truyền thông Nga như một thành tích lớn nhưng thực tế là ngay cả khi có động cơ mới và hệ thống kỹ thuật số, Tu-160 về cơ bản vẫn là một thiết kế thời Chiến tranh Lạnh được kéo dài khai thác trong thế kỷ 21.

## Các biến thể
Một phiên bản thương mại phi quân sự của loại Tu-160 với tên gọi Tu-160SK, đã được trưng bày tại triển lãm hàng không Singapore năm 1994 với một mô hình một phương tiện vũ trụ nhỏ tên là Burlak gắn bên dưới thân. Năm 1995, Tupolev đã thông báo kế hoạch cộng tác với hãng OHB-System của Đức nhằm chế tạo ra các máy bay dùng làm phương tiện phóng; chính phủ Đức sau đó đã rút vốn năm 1998. Theo các thông tin được đưa ra, việc phát triển vẫn đang tiếp tục, dù số tiền cung cấp cho dự án từ Cộng đồng các Quốc gia Độc lập rất ít ỏi.
Nhiều biến thể khác cũng đã được đề xuất, nhưng không được chế tạo, bao gồm:
- TU-160: Phiên bản sản xuất loạt
- Tu-160S: được dự định để sử dụng cho seri Tu-160 khi cần phân biệt chúng với toàn bộ các loại đã từng được chế tạo trước đó và những chiếc thực nghiệm [29]
- Tu-160V: phiên bản sử dụng nhiên liệu hydro lỏng (xem thêm Tu-155) [29]
- Tu-160 NK-74: phiên bản cải tiến (mở rộng tầm bay) với các động cơ NK-74 [29]
- Tu-160M: Biến thể nâng cấp sâu của Tu-160 với các thiết bị điện tử mới, hệ thống liên lạc mới và khả nâng sử dụng các loại tên lửa mới, cả thông thường lẫn hạt nhân. Chiếc đầu tiên đã cất cánh vào ngày 6/2/2020 [30]
- Tu-160P (Tu-161): một máy bay chiến đấu/đánh chặn hộ tống tầm bay rất xa
- Tu-160PP: một máy bay tác chiến điện tử mang thiết bị cân bằng nhiễu (stand-off jamming) và ECM (tiếng Nga: ПП - постановщик помех)
- Tu-160R: một máy bay trinh sát chiến lược
- Tu-160SK: phiên bản thương mại, được thiết kế để phóng các vệ tinh bên trong hệ thống "Burlak" (tiếng Nga: Бурлак, "hauler") [31].
- Tu-160M2: Phiên bản T-160 sản xuất mới hoàn toàn, được trang bị động cơ NK-32-02 mới cùng các hệ thống điện tử, kháng nhiễu, điều khiển vũ khí, định vị và điều khiển hiện đại. Chiếc đầu tiên đã cất cánh vào ngày 12/1/2022 [32]

### Những nước sử dụng
- Nga
- Ukraine (đã ngừng hoạt động).

## Đặc điểm kỹ thuật (Tu-160)
- Tổ lái: 4 (phi công chính, phi công phụ, , người vận hành hệ thống phòng thủ).
- Chiều dài: 54.1 m (177 ft 6 in).
- Sải cánh
  - Xòe (nghiêng 20°): 55.70 m (189 ft 9 in).
  - Cụp (nghiêng 65°): 35.60 m (116 ft 10 in).
  - Chiều cao: 13.10 m (43 ft 0 in).
- Diện tích
  - Cánh xòe: 400 m² (4.310 ft²).
  - Cánh cụp: 360 m² (3.875 ft²).
- Trọng lượng rỗng: 110.000 kg (242.500 lb).
- Trọng lượng chất tải: 267.600 kg (590.000 lb).
- Trọng lượng cất cánh tối đa: 275.000 kg (606.000 lb).
- Động cơ (phản lực): 4 × động cơ phản lực 2 luồng Kuznetsov NK-32
- Lực đẩy chính: 137 kN.
- Lực đẩy quy đổi: 30.900 lbf.
- Lực đẩy tái đốt nhiên liệu: 245 kN (55.100 lbf).
- Tốc độ tối đa: Mach 2.05 (2.220 km/h, 1.380 mph).
- Tăng tốc độ tối đa: Ở độ cao lớn hơn.
- Tốc độ hành trình: 960 km/h.
- Tầm hoạt động: 
  - 12.300 km (6.640 nm, 7.640 mi) khi không tiếp nhiên liệu trong chuyến bay, vận tốc Mach 0,77, mang 6 tên lửa Kh-55SM và dự trữ nhiên liệu 5%.
  - 10.500 km khi mang theo 40 tấn vũ khí. Hoặc 14.000 km khi mang theo 9 tấn vũ khí. Hoặc trên 12.000 km khi không mang theo vũ khí.
- Bán kính chiến đấu: 
  - 2.000 km ở tốc độ Mach 1,5.
  - 7.300 km ở tốc độ cận âm.
- Tăng tầm hoạt động: Tiếp dầu trên không.
- Trần bay: 16.000 m.
- Trần bay quy đổi: 49.200 ft.
- Tốc độ lên: 70 m/s (13.780 ft/min).
- Chất tải: 743 kg/m² 152 (lb/ft²) với cánh cụp hết cỡ ra phía sau.
- Lực đẩy/Trọng lượng: 0.37.
- Trang bị vũ khí:
  - 2 khoang chứa vũ khí bên trong 46.000 kg (88.200 lb), có thể gồm: